# Bob-Europameisterschaft 1987
Die Bob-Europameisterschaft 1987 wurde am 24. und 25. Januar im Zweierbob und am 31. Januar und 1. Februar 1987 im Viererbob  zum dritten Mal auf der Natureisbahn Breuil-Cervinia  im italienischen Cervinia im Rahmen des vierten von sechs Bobweltcup-Saisonrennen  ausgetragen.
Verlegung des Austragungsortes
Ursprünglich waren die Wettbewerbe in Cervinia als Bob-Weltcup vorgesehen. Die Europameisterschaft sollte eigentlich vom 3. bis zum 8. Februar auf der Pista olimpica di bob im italienischen Wintersportmekka Cortina d’Ampezzo stattfinden. Umweltschützer hatten allerdings eine Gerichtsverfügung erzielt, die die Durchführung der EM in Cortina untersagte. Stein des Anstoßes waren wohl die austretenden Ammoniakdämpfe  bei der Kunsteisherstellung. So war es zumindest in der Schweizer Presse zu lesen.
Eine Woche vor der Europameisterschaft waren die Bob-Weltmeisterschaften im schweizerischen St. Moritz ausgeklungen, bei der die Schweizer Bobs beide Weltmeistertitel und insgesamt vier von sechs Medaillen gewonnen hatten. Nur Doppelolympiasieger Wolfgang Hoppe aus der DDR konnte mit zwei Silbermedaillen den Eidgenossen einigermaßen Paroli bieten. Für den neuen Schweizer Auswahltrainer Erich Schärer, der nach einem kaum noch für möglich gehaltenen Weltmeistertitel im Viererbob Anfang März 1986 seine Karriere beendet hatte, war dies ein Einstand nach Maß. Allerdings blieb es bei der allseits bekannten Unruhe im hochklassigen Schweizer Bobfahrerlager. Bei den Auswahlrennen für die Weltmeisterschaft war mit Silvio Giobellina ein Topathlet auf der Strecke geblieben und mit Gustav Weder drängte ein neuer, junger Pilot in die Weltspitze. Lohn für seine Leistungen war eine Nominierung zur EM im Zweierbob, während Giobellinas EM-Start davon abhing, ob Altmeister Hans Hiltebrand nach der WM auch noch zur EM in Cervinia antreten würde.

## Zweierbob
Die Entscheidung, ob Hans Hiltebrand  an der Europameisterschaft teilnehmen würde, fällte der frischgebackene Viererbob-Weltmeister unmittelbar nach der WM im heimischen St. Moritz. Durch seine Startzusage war Silvio Giobellina endgültig außen vor. Nach der Weltmeisterschaft stellten sich auch bei den Verantwortlichen der DDR-Bobnationalmannschaft einige Fragen. Da Detlef Richter in St. Moritz verletzungsbedingt aufgeben musste, fehlte dem zweiten DDR-Bob ein Pilot. Daher wurde der schon 38-jährige Altmeister Bernhard Lehmann nochmals nominiert, der Oberhofer Bobsportler übernahm Richters Anschieber Bogdan Musiol, mit dem er im Vorjahr immerhin Vizeeuropameister geworden war. Lehmanns Nominierung kam insofern überraschend, da er zumindest nach Aussage der DDR-Presse verletzungsbedingt noch nicht wieder seine alte Form aufwies. Als dritter Bob wurde EM-Neuling Volker Dietrich, ein früher recht erfolgreicher Rennrodler, mit Anschieber Bodo Ferl nominiert. Nach den Trainingstagen zeichnete sich zunächst ein Zweikampf zwischen Titelverteidiger Wolfgang Hoppe und dem frisch gekürten Zweierbob-Weltmeister Ralph Pichler aus der Schweiz ab. Im Wettkampf konnte allerdings nur Hoppe die Erwartungen erfüllen. Bereits im ersten Lauf setzte der Oberhofer Bobpilot mit neuem Bahnrekord ein Ausrufezeichen. Ihm folgte zur Überraschung der Fachwelt der Schweizer Gustav Weder, der letztlich in allen Läufen die jeweils besten Zeiten der Schweizer Bobs fuhr. Im zweiten Lauf meldete sich der Zweierbob-Europameister von 1984 Janis Kipurs eindrucksvoll in der Bobelite zurück. Mit Laufbestzeit schob er sich auf den zweiten Rang, den er bis zum Schluss verteidigte. Während Hoppe seinen Titel letztlich souverän verteidigen konnte, musste sich der amtierende Weltmeister Ralph Pichler hinter Neuling Gustav Weder mit dem undankbaren vierten Platz begnügen.
| Platz | Bob                                                       | 1. Lauf | 2. Lauf | 3. Lauf | 4. Lauf | Gesamtzeit Rückstand |
| ----- | --------------------------------------------------------- | ------- | ------- | ------- | ------- | -------------------- |
| 1     | DDR - Bob GDR 1 Wolfgang Hoppe Dietmar Schauerhammer      | 1:03.80 | 1:03.97 | 1:03.92 | 1:04.03 | 4:15.72              |
| 2     | UdSSR - Bob URS 1 Jānis Ķipurs Wladimir Alexandrow        | 1:04.07 | 1:03.88 | 1:04.11 | 1:04.11 | 4:16.17 +0.45        |
| 3     | Schweiz - Bob SUI 3 Gustav Weder Bernd Gerber             | 1:04.00 | 1:04.18 | 1:04.25 | 1:04.41 | 4:16.84 +1.12        |
| 4     | Schweiz - Bob SUI 1 Ralph Pichler Celeste Poltera         |         |         |         |         | 4:17.44 +1.72        |
| 5     | BR Deutschland - Bob FRG 1 Anton Fischer Christoph Langen |         |         |         |         | 4:17.57 +1.85        |
| 6     | DDR - Bob GDR 2 Bernhard Lehmann Bogdan Musiol            |         |         |         |         | 4:18.04 +2.32        |
| 6     | Schweiz - Bob SUI 2 Hans Hiltebrand André Kiser           |         |         |         |         | 4:18.04 +2.32        |
| 8     | DDR - Bob GDR 3 Volker Dietrich Bodo Ferl                 |         |         |         |         | 4:19.72 +4.00        |
| 9     | USA - Bob USA Matt Roy Jim Herberich                      |         |         |         |         | 4:19.88 +4.16        |
| 10    | UdSSR - Bob URS 2 Māris Poikāns Ivars Bērzups             |         |         |         |         | 4:20.03 +4.31        |

## Viererbob
Nachdem die Zweierbob-Konkurrenz ohne größere Zwischenfälle verlaufen war, kam es im Training zur Viererbob-Entscheidung zu einem schweren Unfall. Am ersten Trainingstag verunglückte der italienische Bob mit Pilot Guerrino Ghedina schwer. 3 Bobfahrer mussten mit teilweise schweren Verletzungen ins Krankenhaus eingeliefert werden. Das Training wurde danach abgebrochen. Am folgenden zweiten Trainingstag wurde das Training wegen eines Wärmeeinbruchs und Neuschnee ganz abgesagt. Die schwierigen Bahnbedingungen und der schwere Unfall sorgten daraufhin für erste Startabsagen, die österreichischen Piloten Peter Kienast und Walter Delle Karth sowie der bundesdeutsche Michael Sperr, nach einem Sturz in Cervinia lag er 1984 17 Tage im Koma, reisten ab.
Anderthalb Tage vor dem Wettkampf packte schließlich auch der frisch gekürte Viererbob-Weltmeister Hans Hiltebrand seine Koffer. Nach einer etwas unrunden Trainingsfahrt von Wolfgang Hoppe bekundete Hiltebrand seine Angst vor der schwierig zu fahrenden Bahn und reiste ohne vorherige Rücksprache mit seiner Crew ab. Da alle Nachmeldefristen bereits verstrichen waren, konnte der verärgerte Schweizer Auswahltrainer Erich Schärer nur zwei Bobs an den Start bringen. Letztlich erklärten auch noch der Italiener Alex Wolf und der bundesdeutsche Peter Schliewa ihren Verzicht, mit dem bei der WM in St. Moritz gestürzten Ingo Appelt aus Österreich fehlte zudem ein weiterer Pilot von Spitzenformat. Auch im DDR-Lager waren die Medaillenambitionen begrenzt. Sie ruhten allein auf Wolfgang Hoppe, nachdem der nach einer Verletzung geschwächte Bernhard Lehmann für die Viererkonkurrenz nicht nominiert worden war. Neben Volker Dietrich ging mit dem Bob um Pilot Dietmar Falkenberg eine Crew von der SG Dynamo Zinnwald an den Start.
Nach den ganzen Aufregungen im Vorfeld wurde die Europameisterschaft letztlich dennoch ein spannender Wettkampf. Am ersten Wettkampftag zeigte dabei die Crew um Wolfgang Hoppe sofort ihre Titelambitionen. Mit zweimal Laufbestzeit ließen sie die zwei Bobs von Ralph Pichler und Ekkehard Fasser aus der Schweiz hinter sich, wobei sich Pichler  mit 14 Hundertstel Rückstand durchaus noch Goldchancen ausrechnen konnte. Überraschend stark fuhr der Bob des Italieners Ivo Ferriani, der zur Halbzeit auf Rang vier lag. Aber auch Neuling Volker Dietrich zeigte speziell im ersten Lauf mit der viertbesten Zeit sein Potential. Am zweiten Wettkampftag spitzte sich das Geschehen nochmals zu. Ralph Pichler attackierte mit den jeweils besten Laufzeiten den Hoppe-Bob, blieb letztlich allerdings um ganze 9 Hundertstel hinter ihm. Ekkehard Fasser sicherte sich mit soliden Zeiten die Bronzemedaille. Damit ging eine Epoche im Viererbob zu Ende. Nach fünf Europameistertiteln seit 1982 für die Schweiz wurde erstmals wieder eine andere Nation Europameister im Viererbob. Getrübt wurde der Wettbewerb wieder durch einen Sturz am ersten Wettkampftag. Der Kanadier Chris Lori kippte durch einen Fahrfehler um und stürzte 250 m weiter bahnabwärts auf die Bahnsohle. Lori erlitt einen Schlüsselbeinbruch. Zweierbob-Vizeeuropameister Janis Kipurs musste bereits nach dem 1. Lauf wegen einer Verletzung aufgeben.
| Platz | Bob                                                                                 | 1. Lauf | 2. Lauf | 3. Lauf | 4. Lauf | Gesamtzeit Rückstand |
| ----- | ----------------------------------------------------------------------------------- | ------- | ------- | ------- | ------- | -------------------- |
| 1     | DDR - Bob GDR 1 Wolfgang Hoppe Bogdan Musiol Roland Wetzig Dietmar Schauerhammer    | 1:02.31 | 1:02.38 | 1:02.41 | 1:02.39 | 4:09.49              |
| 2     | Schweiz - Bob SUI 1 Ralph Pichler Heinrich Notter Edgar Dietsche Celeste Poltera    | 1:02.41 | 1:02.42 | 1:02.40 | 1:02.35 | 4:09.58 +0.09        |
| 3     | Schweiz - Bob SUI 2 Ekkehard Fasser Kurt Meier Werner Stocker Rolf Strittmatter     | 1:02.72 | 1:02.48 | 1:02.54 | 1:02.47 | 4:10.21 +0.72        |
| 4     | Italien - Bob ITA 1 Ivo Ferriani Andrea Bertoldi Thomas Rottensteiner Stefano Ticci | 1:02.85 | 1:02.48 | 1:02.92 | 1:02.75 | 4:11.00 +1.51        |
| 5     | DDR - Bob GDR 3 Volker Dietrich Bodo Ferl Ingo Voge Dietmar Jerke                   | 1:02.58 | 1:02.69 | 1:03.02 | 1:02.86 | 4:11.15 +1.66        |
| 6     | UdSSR - Bob URS 1 Māris Poikāns Normunds Rožkalns Āris Āboliņš Ivars Bērzups        | 1:02.89 | 1:03.39 | 1:02.83 | 1:02.44 | 4:11.55 +2.06        |
| (7)   | USA - Bob USA Matt Roy Brian Shimer Scott Pladel Jim Herberich                      |         |         |         |         | 4:11.51 +2.10        |
| 7 (8) | DDR - Bob GDR 3 Dietmar Falkenberg Torsten Körner Dieter Roch Ludwig Jahn           |         |         |         |         | 4:11.76 +2.27        |
| 8 (9) | Großbritannien - Bob GBR Mark Tout Lennox Paul David Armstrong Colin Rattigan       |         |         |         |         | 4:12.00 +2.51        |
| (10)  | Kanada - Bob CAN Greg Haydenluck Steve Hall Kevin Tyler Lloyd Guss                  |         |         |         |         | 4:12.12 +2.63        |

## Medaillenspiegel
| Platz | Nation                          | Gold | Silber | Bronze |
| ----- | ------------------------------- | ---- | ------ | ------ |
| 1     | Deutsche Demokratische Republik | 2    | –      | –      |
| 2     | Schweiz                         | –    | 1      | 2      |
| 3     | Sowjetunion                     | –    | 1      | –      |